# تنغ (غرمي)
تنغ (بالفارسية: تنگ) هي منطقة سكنية تقع في أردبيل في إيران. يقدر عدد سكانها بـ 187 نسمة .